# Edwardsia goodsiri
Edwardsia goodsiri is een zeeanemonensoort uit de familie Edwardsiidae.
Edwardsia goodsiri is voor het eerst wetenschappelijk beschreven door M'Intosh in 1866.